# 20339 Eileenreed
A 20339 Eileenreed (ideiglenes jelöléssel 1998 HM88) a Naprendszer kisbolygóövében található aszteroida. A LINEAR projekt keretében fedezték fel 1998. április 21-én.